# I nemici delle donne (film 1923)
I nemici delle donne (Enemies of Women) è un film muto del 1923 diretto da Alan Crosland.
In un piccolo ruolo, quello di una ballerina che danza sui tavoli, appare Clara Bow, al suo terzo film.

## Trama
In Russia, il principe Lubimoff, un maturo libertino che ha ucciso in duello un cosacco, viene aiutato a fuggire in Francia da Alicia. Il principe è innamorato della donna, ma a Parigi la lascia, credendo che lei abbia come amante il giovane Gaston. In realtà, il ragazzo è il figlio segreto di Alicia.
Qualche tempo dopo, Lubimoff e Alicia si rivedono a Montecarlo. La donna cerca di vincere ai tavoli da gioco il denaro che le serve per il figlio, soldato prigioniero. Il principe, che ha perso ogni suo avere a causa della rivoluzione e ha perso anche ogni fiducia nel sesso femminile, ha fondato con alcuni amici un circolo ristretto, quello dei "Nemici delle donne".
Le circostanze lo portano a un duello con Gaston che muore per un attacco cardiaco. Lubimoff viene finalmente a sapere la verità da Alicia: sconvolto, parte per la guerra. Ritroverà Alicia che, nel frattempo, è diventata crocerossina: i due si consoleranno a vicenda con il loro amore.

## Produzione
Il film fu prodotto dalla Cosmopolitan Productions nel 1922 e nel gennaio 1923. Venne girato a New York e in Francia, nella Gironda, a La Vigie, Cap Ferrat.

## Distribuzione
Distribuito dalla Goldwyn Distributing Corporation, il film viene presentato in prima a New York il 31 marzo, uscendo poi nelle sale cinematografiche statunitensi il 15 aprile 1923.

### Date di uscita
IMDb
- USA	31 marzo 1923	 (New York City, New York)
- USA	15 aprile 1923
- Austria	1924
- Germania	1924
- Finlandia	10 novembre 1924
- Portogallo	1º giugno 1925

Alias
- Frauenfeinde	Austria / Germania
- Los enemigos de la mujer	Spagna
- Oi ehthroi ton gynaikon 	Grecia
- Os Inimigos da Mulher	Portogallo

### Censura
Per la versione da distribuire nelle sale italiane la censura italiana ridusse la scena del duello, eliminò la scena dei rivoltosi contro il principe Lubinow e ridusse la lotta corpo a corpo fra il detto principe e il capo dei rivoltosi.